# En ö i havet (TV-serie)
En ö i havet är en svensk TV-serie i åtta delar i regi av Tobias Falk. Serien visades i SVT på lördagskvällarna under perioden 11 oktober–29 november 2003. Den var i huvudsak riktad till barn och tonåringar. Serien var oftast dramatisk, med sitt fokus på människor som flytt från krig och stater med totalitär regim, men innehöll även humor. Den är baserad på ungdomsromanerna En ö i havet, Näckrosdammen, Havets djup och Öppet hav av Annika Thor, som också skrev manus till TV-serien.

## Handling
Tolvåriga Steffi och hennes syster Nelli Steiner kommer till Göteborg i augusti 1939 på flykt undan nazisternas förföljelser. De hamnar hos varsin fiskarfamilj i skärgården. Kriget bryter ut och det blir allt svårare för dem att återförenas med sina föräldrar i Wien. Steffi börjar på läroverket i Göteborg.

## I rollerna
- Mylaine Hedreul – Steffi
- Simona Vecchio – Nelli (8 år)
- Amra Cenanovic – Nelli (12 år)
- Gunilla Abrahamsson – tant Märta
- Ingela Olsson – tant Alma
- Christoffer Svensson – Sven
- Jonas Falk – farbror Evert
- Jan Mybrand – livsmedelshandlaren
- Carolina Svensson – Maj
- Åsa-Lena Hjelm – doktorinnan
- Lars Väringer – doktorn
- Carina M. Johansson – Majs mamma
- Dag Malmberg – Majs pappa
- Sasha Becker – Judith
- Cesar Sarachu – Goldstein
- Etienne Glaser – pappa Anton Steiner
- Anja Schmidt – mamma
- Mikael Rundquist – farbror Sigurd
- Anna Pettersson – Hedvig Björk
- Ina Callermo – Elsa (stora)
- Kajsa Väringer – Elsa (lilla)
- Theodor Lyrheden – John
- Isabel Gylling – Sylvia
- Anna Fägerblad – Barbro
- Angela Sandberg – Britta
- Evamaria Björk – Elna
- Olivia Sandell Billström – Alice
- Karin Bertling – fröken Fredriksson
- Martin Wallström – Ragnar
- Jonas Mosesson – Gunnar
- Frederik Nilsson – ingenjör Lund
- Lena Dahlén – fru Lund
- Maria Nilsson Havrell – fröken Bergström
- Vera – hunden Putte

## DVD
Serien gavs ut på DVD 2008.